# 格罗莱-圣伯努瓦
格罗莱-圣伯努瓦（法語：Groslée-Saint-Benoît，法語發音：[ɡʁole sɛ̃ bənwa]）是法国安省的一个市镇，属于贝莱区。该市镇于2016年由原市镇格罗莱和圣伯努瓦合并而成。

## 地理
格罗莱-圣伯努瓦（45°41'42.0"N, 5°35'13.9"E）面积28.92 平方千米，位于法国奥弗涅-罗讷-阿尔卑斯大区安省，该省份为法国东部省份，北起汝拉省，西北接索恩-卢瓦尔省，西接罗讷省和里昂大都会，南至伊泽尔省，东与萨瓦省、上萨瓦省和瑞士接壤。
与格罗莱-圣伯努瓦接壤的市镇（或旧市镇、城区）包括：吕伊、布雷涅-科尔东、孔济约、普雷梅泽勒、比热地区阿尔布瓦、莱萨沃尼耶尔-韦兰-蒂埃兰、勒布沙日、布朗格。
格罗莱-圣伯努瓦的时区为UTC+01:00、UTC+02:00（夏令时）。

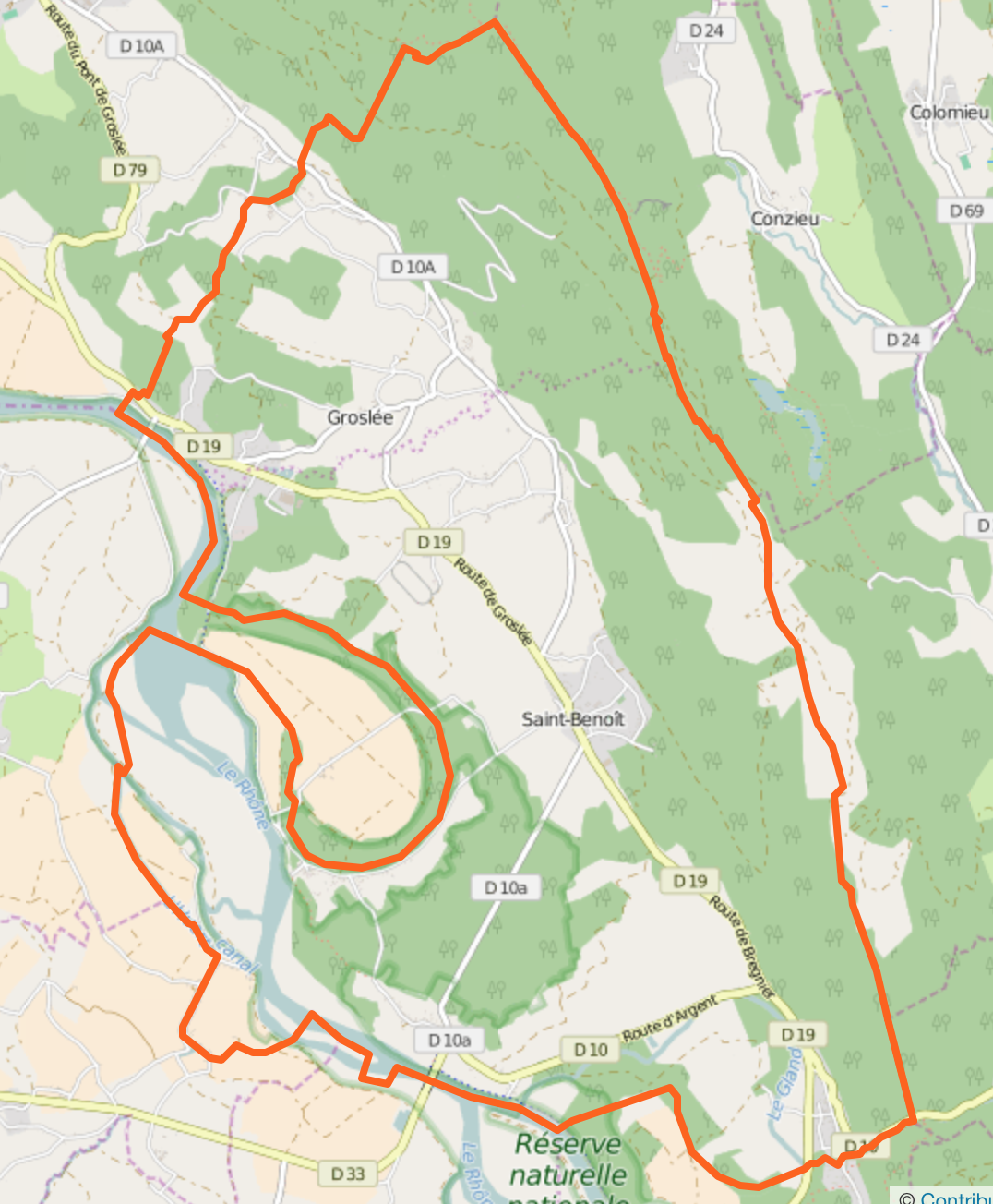
格罗莱-圣伯努瓦的OSM定位图

## 行政
格罗莱-圣伯努瓦的邮政编码为01300、01680，INSEE市镇编码为01338。

## 政治
格罗莱-圣伯努瓦所属的省级选区为贝莱县。

## 人口
格罗莱-圣伯努瓦于2022年1月1日时的人口数量为1232人。